# Kesiman Kertalangu
Kesiman Kertalangu is een bestuurslaag in het regentschap Denpasar van de provincie Bali, Indonesië. Kesiman Kertalangu telt 26.037 inwoners (volkstelling 2010).